# آرشتی
آرشتی (انگلیسی: Arshty) یک شهرک در شهرستان سونژنسکی|شهرستان سونژنسکی استان اینگوش کشور روسیه است.